# Ирупи
Ирупи (порт. Irupi)  —  муниципалитет в Бразилии, входит в штат Эспириту-Санту. Составная часть мезорегиона Юг штата Эспириту-Санту. Входит в экономико-статистический  микрорегион Алегри. Население составляет 10 959 человек на 2006 год. Занимает площадь 184,428 км². Плотность населения — 59,4 чел./км².

## Статистика
- Валовой внутренний продукт на 2003 составляет 29.872.833,00 реалов (данные: Бразильский институт географии и статистики).
- Валовой внутренний продукт на душу населения на 2003 составляет 2.796,82 реалов (данные: Бразильский институт географии и статистики).
- Индекс развития человеческого потенциала на 2000 составляет 0,719 (данные: Программа развития ООН).

## География
Климат местности: горный тропический. В соответствии с классификацией Кёппена, климат относится к категории Cwb.